# 湿潤
| ウィキペディアには「湿潤」という見出しの百科事典記事はありません（タイトルに「湿潤」を含むページの一覧/「湿潤」で始まるページの一覧）。 代わりにウィクショナリーのページ「湿潤」が役に立つかもしれません。 |